# Kálfafell
Kálfafell – przysiółek położony w południowej części Islandii.
Położony jest w pobliżu lodowca Vatnajökull, w gminie Hornafjörður.